# Works Will Come Undone
Works Will Come Undone (englisch Werke werden Zugrunde gehen) ist ein Album der amerikanischen Death-Doom- und Funeral-Doom-Band Asunder.

## Geschichte
Asunder wechselte nach der Veröffentlichung von A Clarion Call zu Profound Lore Records als Vertragspartner und mehrere Bandmitglieder. Zu den Aufnahmen des Albums Works Will Come Undone bestand die Band aus dem Schlagzeuger und Sänger Dino Sommes, dem Gitarristen Geoff Evans, dem Sänger und Gitarristen John Gossard, dem Bassisten Salvador Raya und der sich als permanente Gast-Cellistin einbringenden Jackie Perez Gratz. Das Album wurde in Berkley in den Fantasy Studios unter der Leitung von Billy Anderson aufgenommene. Es sollte das letzte Album vor der Auflösung der Band sein.
Die Band komponierte die Stücke ab dem Jahr 2004 und nahm das Album um den Jahreswechsel der Jahre 2005 und 2006 von Winter bis Frühjahr in mehreren Sitzungen auf. Anfangs experimentierten die Musiker mit einzelnen Gitarrenriffs, wiederholten diese in unterschiedlichen Variationen und agierten improvisierend miteinander. Erst nachdem die Mitglieder keine Erweiterungen oder Veränderungen mehr zuzufügen wussten, sahen sie das Stück als beendet an. Auch die Texte des Konzeptalbums wurden gemeinsam im Rahmen des Prozesses geschrieben. Dabei entwickelten und veränderte sich die Lyrik ebenso wie die Musik im Austausch der Musiker untereinander. Das Rahmenkonzept, die Beschäftigung mit dem Selbst, behielt Asunder derweil bei.

## Albuminformationen
Works Will Come Undone ist das zweite Studioalbum der Band. Es erschien erstmals am 28. Oktober 2006 mit zwei separaten Stücke, die eine Gesamtspielzeit von 1:12:45 Stunden haben. Nachdem das Album 2006 als CD über Profound Lore Records veröffentlicht worden war, erschien zwei Jahre später eine zweite Pressung des Albums sowie eine Vinyl-Auflage über Kreation Records. Kreation gab das Album als reguläres schwarzes Vinyl heraus sowie in zwei limitierten farbigen Versionen.

### Inhalt
Beide Stücke des Albums sind inhaltlich miteinander Verknüpft und folgen konzeptionell dem Rahmen einer intensiven Beschäftigung mit dem Selbst sowie dem Tod. Geoff Evans beschreibt das Album als sowohl linear wie auch zyklisch Wahrzunehmende Beschäftigung mit einer „Kosmologie des Selbst“ und der Wahrnehmung des Todes. Mit Verweis auf Buddhismus und Meditation galt seine Intention der Verarbeitung von „nicht-westliche Vorstellungen über das Selbst, das Leben und den Tod“.

„Wie empfinden den Tod als zutiefst unangenehm und reduzieren ihn entweder auf den unvermeidlichen Ausfall einer Maschine, die ersetzt werden muss, oder versprechen uns ein ewiges, unveränderliches Leben nach dem Tod. Beides scheint mir nicht der Wirklichkeit zu entsprechen. Alle Dinge scheinen voneinander abhängig, ohne klare Grenzen, und mit Sicherheit nie unverändert bleibend. Das erste Lied handelt also wirklich davon, wie das Selbst, oder das individuelle Konzept vom eigenen Selbst entsteht, und wie die daraus resultierenden Konflikte und das Leiden, die dieses bestimmte Selbst erfährt, wenn es versucht, dieses Selbst oder diese Identität in einer sich ständig verändernden Realität aufrechtzuerhalten.“

Trotz eingräumter theologischer, politischer und kultureller Lesbarkeit der religiösen Überlegungen hinsichtlich der Konflikte zwischen den Weltreligionen, verweisen die Musiker auf eine philosophische und spirituelle Ebene als Wesen ihres Konzeptalbums. John Gossard und Geoff Evans führten die Idee zu A Famine als eine fantastische Variation eines Schöpfungsmythos aus, bei dem aus der Unendlichkeit von „physischen und spirituellen Energien“ das Endliche als Gegenstück kreiert wird. Dieses Andere beginnt als Leben damit, das Universum, das Konkrete und das Göttliche erforschen und begreifen zu wollen. Aber durch die eigene Endlichkeit bleibt das Leben unfähig das Ganze zu begreifen. Dabei soll das Stück die Unfähigkeit, die großen Fragen des Lebens innerhalb eines Lebens zu beantworten, abbilden. Rite of Finality hingegen ist als Bestattungsritus und Meditation über Transzendenz und Vergänglichkeit gedacht.

„Es ist eine Art Ode und Gebet an das Ende der Dinge. Der Tod ist natürlich das Ende, das wir alle für die Endgültigkeit unseres Lebens halten, aber darüber hinaus gibt es das Ende der Werke, die wir im Leben geschaffen haben, die sich schließlich verschlechtern und zunichte gemacht werden. Das eigene Ende ist nicht das Ende von allem, und ohne das Ende einer Sache würden andere Dinge nicht beginnen. Leben und Tod sind ein zyklischer Teil der Welt, aber es scheint, dass die westliche Welt in erster Linie den Tod fürchtet und sich nicht mit seinen positiven Elementen der Erneuerung und Wiedergeburt verbindet. Das ist irgendwie ein wiederkehrendes Thema in unserer Musik, selbst wenn wir Musik schreiben, die sehr traurig und apokalyptisch ist, ein Gefühl von Schönheit dahinter steckt.“

### Stil
Works Will Come Undone wird dem Extreme Doom auf Seiten des Funeral- und Death-Doom zugerechnet, allerdings ergehe sich das Album kaum im repetitiven Arrangements. Stattdessen vollziehen beiden Kompositionen Entwicklungen durch unterschiedliche musikalische Phasen und atmosphärische Stimmungen. Für jedweden Doom Metal erweise sich die Musik darüber als „dynamisch und komplex“, so geschehe „immer wieder etwas Neues“. Die Dynamik liegt im organischen Wechsel von melancholischen Melodien zu schweren und brutalen Passagen. Die beiden Sänger variieren zwischen klarem Singen und Sprechen, klagenden Schreien und „einem Darren White (Anathema) sehr ähnlichen Growling“. Der bis hin zu gregorianischen Anklängen genutzte Gesang wird sparsam eingesetzt, während Asunder einen bedeutend langsamen Rhythmus nutzt. Das Gitarrenspiel variiere vornehmlich das Riffing derweil eine vermittelte „Melancholie in der Gitarrenarbeit allgegenwärtig“ wirke. Die Rhythmusgruppe ändere hingegen „geringfügig Texturen und Nuancen“ in der Musik.

## Wahrnehmung
Das Decibel Magazine führte Works Will Come Undone 2015 in der Sonderausgabe des Magazins Top 100 Doom Metal Albums of All Time auf Platz 62. Es sei ein von „jazziger Musikalität und Drone-Faszination“ angefülltes Experiment zu der Frage wie weit sich Doom Metal von seinen „schlichten Drogen-Rock-Wurzeln“ entfernen lasse. Auch die internationale Resonanz fiel positiv aus. Es zähle zum Kanon des emotionalen und kompromisslosen Doom Metal, den Fans des Genres besitzen müssten schloss Dominik Sonders seine für Doom-Metal.com im Jahr 2012 verfasste Besprechung. Ebenso wurde das Album unmittelbar nach der Veröffentlichung von Rezensenten als eine „außergewöhnliche Darstellung des Funeral Doom“ beurteilt und „uneingeschränkt empfohlen“. Hervorgehoben wurden die Produktion und analoge Aufnahme von Billy Anderson, die als besonders warm und klar gelobt wurde, sowie das Cello-Spiel von Jackie Perez Gratz, dass der Musik ein zusätzliches Alleinstellungsmerkmal verleihe.